# Біллі Макнілл
Біллі Макнілл (англ. Billy McNeill; 2 березня 1940, Беллсгілл — 22 квітня 2019, Ньютон-Мірнс) — шотландський футболіст, що грав на позиції захисника. По завершенні ігрової кар'єри — футбольний тренер.
Легендарний гравець «Селтіка» з Глазго, якому присвятив усю ігрову кар'єру тривалістю дев'ятнадцять років, протягом 13 з яких був капітаном «кельтів». Зокрема в капітанському статусі привів команду до перемоги в Кубку європейських чемпіонів 1966-67. Також грав за національну збірну Шотландії.
Тренував низку британських команд, включно із тим же «Селтіком», з яким загалом 13 разів вигравав першість Шотландії (9 разів як гравець і 4 рази як головний тренер команди).

## Клубна кар'єра
Народився 2 березня 1940 року в місті Беллсгілл. Вихованець футбольної школи клубу «Блантайр Вікторія», де 17-річного гравця примітили представники «Селтіка». А вже з 1958 року 18-річний на той час Макнілл почав досить регулярно виходити на поле в іграх основної команди клубу з Глазго. З 1960 року молодий фактурний гравець став незамінною фігурою у захисті «кельтів», а ще за два роки, у 1962, гравця, якому виповнилося лише 22 роки було обрано капітаном команди.
Саме на роки капітанства Макнілла припав один з найяскравіших періодів в історія «Селтіка» — з 1966 по 1974 команда дев'ять разів поспіль вигравала чемпіонат Шотландії, а 1967 року стала першим клубом з Британських островів, який виграв найпрестижніший клубний турнір Європи, ставши володарем Кубка європейських чемпіонів 1966-67. Тож не дивно, що голосуванням вболівальників «біло-зелених» у 2002 саме Макнілла було обрано найвидатнішим капітаном в історії клубу.
Завершив виступи на професійному рівні 1975 року, провівши за 17 сезонів у «Селтіку» 822 матчі в різних турнірах.

## Виступи за збірну
1961 року дебютував в офіційних матчах у складі національної збірної Шотландії. Протягом кар'єри у національній команді, яка тривала 12 років, провів у формі головної команди країни 29 матчів, забивши 3 голи.

## Кар'єра тренера
Розпочав тренерську кар'єру невдовзі по завершенні кар'єри гравця, у квітні 1977 року, очоливши тренерський штаб клубу «Клайд». Вже за декілька місяців очолив команду «Абердина», з якою пропрацював трохи більше року.
1978 року легендарний капітан повернувся до свого рідного «Селтіка» як головний тренер команди. За п'ять сезонів під його керівництвом «кельти» тричі вигравали шотландський чемпіонат і по разу Кубок Шотландії та Кубок шотландської ліги.
1983 року перебрався до Англії, прийнявши команду «Манчестер Сіті», з якою з другої спроби вирішив завдання повернення до вищого англійського дивізіону. Провівши на чолі «Сіті» лише один сезон у Прем'єр-лізі, у вересні 1986 року став головним тренером іншого англійського клубу «Астон Вілли», з яким провів провальний сезон (отсаннє місце турнірної таблиці Прем'єр-ліги) і у травні 1987 року пішов у відставку.
Останнім місцем повноцінної тренерської роботи Макнілла був його рідний «Селтік», до якого він повернувся відразу після звілнення з «Астон Вілли». Повернення Макнілла до Глазго «Селтік» відсвяткував золотим дублем у першому ж сезоні, проте згодом результати команди погіршилася і врешті-решт 1991 року тренера було звільнено.
1998 року був спортивним директором единбурзького «Гіберніана» та навіть деякий час виконував обов'язки головного тренера команди, проте досить швидко залишив цей клуб. Згодом працював футбольним експертом на телебаченні та обіймав почесну посаду офіційного посла футбольного клубу «Селтік».

## Статистика

### Клубна статистика
| Клуб     | Сезон   | Ліга | Ліга | Національні кубки | Національні кубки | Національні кубки | Національні кубки | Єврокубки | Єврокубки | Інше | Інше | Усього | Усього |
| Клуб     | Сезон   | Ліга | Ліга | Кубок Шотландії   | Кубок Шотландії   | Кубок Ліги        | Кубок Ліги        | Єврокубки | Єврокубки | Інше | Інше | Усього | Усього |
| Клуб     | Сезон   | Ігри | Голи | Ігри              | Голи              | Ігри              | Голи              | Ігри      | Голи      | Ігри | Голи | Ігри   | Голи   |
| -------- | ------- | ---- | ---- | ----------------- | ----------------- | ----------------- | ----------------- | --------- | --------- | ---- | ---- | ------ | ------ |
| «Селтік» | 1958/59 | 17   | 0    | —                 | —                 | 6                 | 0                 | —         | —         | —    | —    | 23     | 0      |
| «Селтік» | 1959/60 | 19   | 0    | 7                 | 0                 | 6                 | 0                 | —         | —         | 1    | 0    | 33     | 0      |
| «Селтік» | 1960/61 | 31   | 1    | 8                 | 0                 | 4                 | 0                 | —         | —         | 2    | 0    | 45     | 1      |
| «Селтік» | 1961/62 | 29   | 1    | 6                 | 0                 | 6                 | 0                 | —         | —         | 3    | 0    | 44     | 1      |
| «Селтік» | 1962/63 | 28   | 1    | 7                 | 0                 | 6                 | 0                 | 1         | 0         | 3    | 0    | 45     | 1      |
| «Селтік» | 1963/64 | 28   | 0    | 4                 | 0                 | 6                 | 0                 | 8         | 0         | 4    | 0    | 50     | 0      |
| «Селтік» | 1964/65 | 22   | 0    | 6                 | 1                 | 6                 | 0                 | 2         | 0         | 3    | 1    | 39     | 2      |
| «Селтік» | 1965/66 | 25   | 0    | 7                 | 0                 | 10                | 0                 | 7         | 1         | —    | —    | 49     | 1      |
| «Селтік» | 1966/67 | 33   | 0    | 6                 | 0                 | 10                | 2                 | 9         | 1         | 3    | 1    | 61     | 4      |
| «Селтік» | 1967/68 | 34   | 6    | 1                 | 0                 | 10                | 0                 | 2         | 0         | 5    | 1    | 52     | 7      |
| «Селтік» | 1968/69 | 34   | 3    | 7                 | 3                 | 9                 | 0                 | 6         | 0         | —    | —    | 56     | 6      |
| «Селтік» | 1969/70 | 31   | 5    | 5                 | 0                 | 11                | 2                 | 9         | 0         | —    | —    | 56     | 7      |
| «Селтік» | 1970/71 | 31   | 1    | 8                 | 1                 | 10                | 0                 | 5         | 1         | —    | —    | 54     | 3      |
| «Селтік» | 1971/72 | 34   | 3    | 6                 | 1                 | 8                 | 0                 | 7         | 0         | 2    | 0    | 57     | 4      |
| «Селтік» | 1972/73 | 30   | 0    | 7                 | 1                 | 10                | 0                 | 4         | 0         | 3    | 2    | 54     | 3      |
| «Селтік» | 1973/74 | 30   | 0    | 5                 | 0                 | 11                | 0                 | 7         | 0         | 3    | 0    | 56     | 0      |
| «Селтік» | 1974/75 | 30   | 1    | 4                 | 0                 | 9                 | 0                 | 2         | 0         | 3    | 0    | 48     | 1      |
| Усього   | Усього  | 486  | 22   | 94                | 7                 | 138               | 4                 | 69        | 3         | 35   | 5    | 822    | 41     |

## Титули і досягнення

### Як гравця
- Чемпіон Шотландії (9):

«Селтік»: 1965–66, 1966–67, 1967–68, 1968–69, 1969–70, 1970–71, 1971–72, 1972–73, 1973–74
- Володар Кубка Шотландії (7):

«Селтік»: 1964–65, 1966–67, 1968–69, 1970–71, 1971–72, 1973–74, 1974–75
- Володар Кубка шотландської ліги (7):

«Селтік»: 1957–58, 1965–66, 1966–67, 1967–68, 1968–69, 1969–70, 1974–75
- Володар Кубка європейських чемпіонів (1):

«Селтік»: 1966-67

### Як тренера
«Селтік»: 1978–79, 1980–81, 1981–82, 1987–88
- Володар Кубка Шотландії (4):

«Селтік»: 1979–80, 1984–85, 1987–88, 1988–89
- Володар Кубка шотландської ліги (1):

«Селтік»: 1982–83

### Особисті
- Футболіст року в Шотландії (1):

1964-65